# Plat (gastronomia)
Un plat o un guisat és una preparació culinària que es menja tal com està en un servei a taula. Habitualment està sobre un recipient que també es diu plat, i es pot menjar amb ajuda d'una cullera o d'una forquilla i un ganivet. Preparacions com, per exemple, pans i galetes, poden menjar-se també a taula, però no es consideren plats. Un àpat típic i complet, als Països Catalans solen constar de dos plats, que solem anomenar primer plat i segon plat, ja que un es menja després de l'altre. Després, se solen menjar unes postres. En altres cultures un àpat consta sempre d'un sol plat. De vegades es poden servir molts plats a taula, per exemple, en el cas de les tapes.